# Рыльск
Рыльск — город в  Курской области, административный центр Рыльского района.
Образует одноимённое муниципальное образование город Рыльск со статусом городского поселения как единственный населённый пункт в его составе.
Расположен на обоих берегах реки Сейм (бассейн Днепра), в 124 км к западу от Курска. Население — 14 843 чел. (2024). Рыльск является одним из самых древних городов России.

## Происхождение названия
Наиболее вероятно, что своё название Рыльск получил по реке Рыло (ранее Рыла). Происхождение названия реки доподлинно неизвестно. Наиболее обоснована версия происхождения от славянского слова «рыть», хотя некоторые исследователи отнесли гидроним Рыло к дославянскому пласту (иранского происхождения) с различными топонимическими значениями. Существуют также другие версии происхождения названия реки и города.
По одной из версий, Рыльск обязан своим именем преподобному Иоанну Рыльскому, хотя сам святой никогда не был в Рыльске — он жил в Болгарии, в тех самых местах, где находятся Рильские горы, река Рилска и городок Рила. После его смерти болгарские монахи Рильского монастыря из-за притеснений Византии были вынуждены бежать из страны. С собой они взяли частицу мощей святого — десницу (правую руку). Это событие, хотя и относится к дохристианскому периоду Руси, связывается с существованием в Рыльске XVII века церкви во имя святого Иоанна Рыльского (согласно данной версии, эта церковь основана болгарскими монахами, а река и город получили от неё свои названия).

## Климат
Климат умеренно континентальный. В городе тёплая весна и продолжительное лето. Зима влажная и облачная, волны холода сменяются оттепелями. По многолетним наблюдениям, средняя температура самого холодного месяца года, января, составляет −6,9 °С, самого тёплого, июля, — +19,5 °С. Среднегодовая температура воздуха +6,8 °С, годовая норма осадков — 638 мм. Ниже представлены таблицы с основными данными по климату Рыльска в периоды 1960—2000 и 1981—2010 гг.
| Показатель                    | Янв.  | Фев. | Март  | Апр. | Май  | Июнь | Июль | Авг. | Сен. | Окт. | Нояб. | Дек.  | Год   |
| ----------------------------- | ----- | ---- | ----- | ---- | ---- | ---- | ---- | ---- | ---- | ---- | ----- | ----- | ----- |
| Абсолютный максимум, °C       | 7,7   | 11,5 | 19,4  | 29,1 | 32   | 35,5 | 37   | 39,6 | 31,1 | 26,6 | 17,4  | 10,1  | 39,6  |
| Средний суточный максимум, °C | −4,1  | −3,2 | 2,4   | 12,5 | 20   | 23,2 | 24,9 | 23,9 | 18   | 10,6 | 2,7   | −2    | 10,9  |
| Средняя температура, °C       | −6,9  | −6,4 | −1,1  | 7,8  | 14,5 | 17,9 | 19,5 | 18,4 | 12,8 | 6,6  | 0,2   | −4,4  | 6,8   |
| Средний суточный минимум, °C  | −9,6  | −9,3 | −4,1  | 3,7  | 9,4  | 12,9 | 14,6 | 13,4 | 8,5  | 3,3  | −2    | −6,8  | 3     |
| Абсолютный минимум, °C        | −33,9 | −31  | −34,8 | −9,3 | −3,5 | 2    | −0,3 | −0,3 | −4   | −8,8 | −24,8 | −28,6 | −34,8 |
| Норма осадков, мм             | 41    | 36   | 39    | 44   | 55   | 75   | 85   | 59   | 57   | 49   | 48    | 50    | 638   |
| Источник: Climatebase.ru      |       |      |       |      |      |      |      |      |      |      |       |       |       |

| Показатель                   | Янв. | Фев. | Март | Апр. | Май  | Июнь | Июль | Авг. | Сен. | Окт. | Нояб. | Дек. | Год |
| ---------------------------- | ---- | ---- | ---- | ---- | ---- | ---- | ---- | ---- | ---- | ---- | ----- | ---- | --- |
| Средняя температура, °C      | −5,5 | −5,6 | −0,4 | 8,0  | 14,5 | 17,9 | 19,7 | 18,7 | 12,9 | 6,8  | 0,0   | −4,4 | 6,9 |
| Норма осадков, мм            | 41   | 41   | 40   | 48   | 58   | 78   | 87   | 56   | 61   | 55   | 46    | 46   | 657 |
| Источник: ФГБУ "ВНИИГМИ-МЦД" |      |      |      |      |      |      |      |      |      |      |       |      |     |

## История

### Рыльское городище
Рыльское городище (Гора Ивана Рыльского) расположено на восточной окраине города, где река Дублянка впадает в реку Сейм. Культурный слой толщиной до 4,5 м содержит напластования от скифоидной культуры до позднего Средневековья.
Найденное здесь погребение VIII—IX веков связывают с памятниками волынцевского типа. Во время раскопок М. В. Фроловым в 1991 году было обнаружено разрушенное погребение хазарского воина, которое сопровождалось захоронениями коня и собаки. Он мог быть частью хазарского отряда, составлявшего гарнизон укреплённого поселения. Через Курское Посеймье шла важная торговая магистраль Ока — Сейм, и крепость её охраняла. 
Существует гипотеза о существовании в XI веке на месте Рыльска поселения народа северян, самоназвание которого, по мнению археолога В. В. Седова, имело иранские корни.

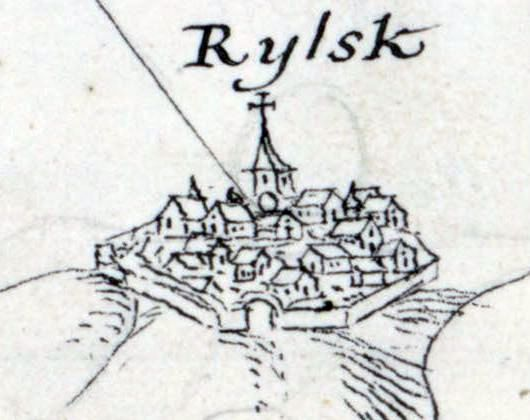
Рыльск в XVIII веке

### Упоминание в летописи
Рыльск впервые упоминается в летописи под 1152 годом, когда он входил в состав Новгород-Северского княжества. К концу XII века — центр удельного Рыльского княжества. С 1522 года в составе Русского государства. В конце XIII или в начале XIV веков отошёл к Великому княжеству Литовскому; в конце XV века был отдан сыну известного Шемяки, Ивану. Сын последнего, Василий, в 1500 году подчинился великому князю московскому Иоанну III; затем Рыльск был значительным стратегическим пунктом на юго-западе Русского государства.
В памятнике XV века «Список русских городов дальних и ближних» «Рылескъ» упоминается среди «градов Кiевских».
Неоднократно был опустошаем татарами (особенно в конце XIII века), крымцами. В 1507 году крымский хан Менгли І Герай подарил великому литовскому князю Сигизмунду І Рыльск, Ратное (Ратун) и весь Курский тумен. Но это не остановило активную колонизацию края и уже к середине века он отходит к Московскому государству. Потомок татарского мурзы Арслана Тургена, Пётр Дмитриевич Тургенев стал воеводой в Рыльске в 1559 году.
В Смутное время город принял сторону самозванца и в 1605 году укрывал в своих стенах Лжедмитрия I. После его бегства царские воеводы безуспешно осаждали Рыльск. Акинфий Андреевич Тургенев был воеводой в Рыльске в 1698 году.

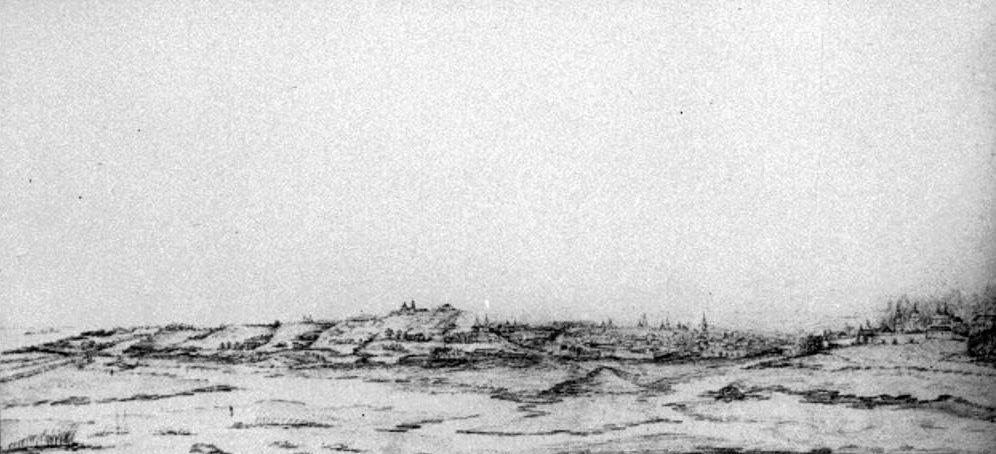
Вид на город начала XIX века

В XVIII веке стал уездным городом, с 1796 года — в составе Курской губернии.
В 1894 году было открыто движение поездов на узкоколейном (1000 мм) участке Коренево — Рыльск Киево-Воронежской железной дороги.

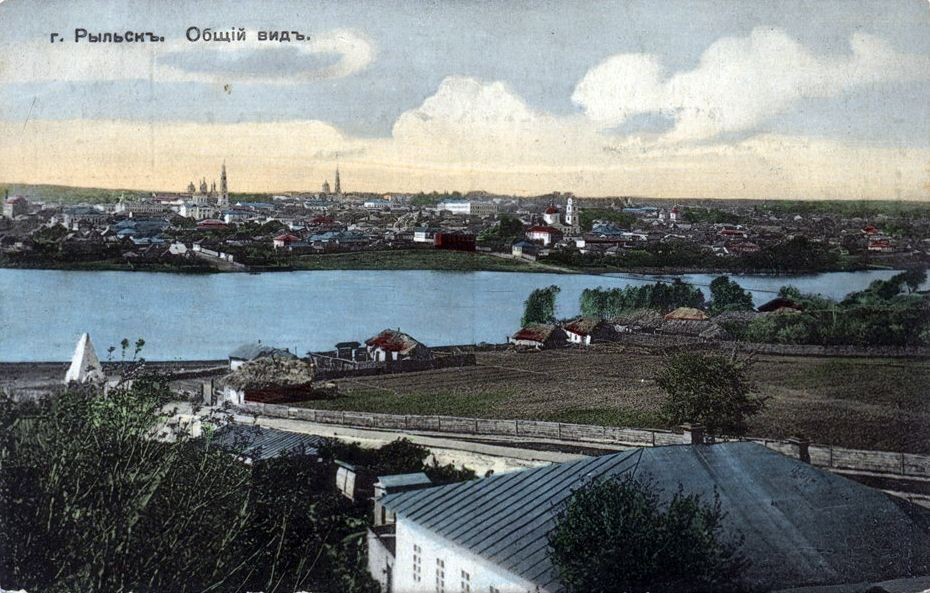
Вид города в начале XX века

В 1911 году введена в эксплуатацию электростанция (Рыльское электрическое общество).
Советская власть в городе была установлена в ноябре 1917 года.
В 1918 году город был пограничным пунктом Украинской державы.
С 5 октября 1941 года по 30 августа 1943 года Рыльск был оккупирован немецами.

### Современный период
С началом вторжения ВСУ в Курскую область город находится в прифронтовой зоне. 
20 декабря 2024 года ВСУ атаковали город ракетами. По словам врио губернатора Курской области Александра Хинштейна, в результате удара 5 человек погибло, 9 — в областной больнице.

### Исторические названия улиц
С приходом к власти большевиков, в Рыльске была переименована большая часть улиц.
| Дореволюционные названия | Современные (советские) названия |
| ------------------------ | -------------------------------- |
| Архангельская улица      | Дзержинского                     |
| Верхнесеймская улица     | Карла Маркса                     |
| Преображенская улица     | Ленина                           |
| Курская улица            | Энгельса                         |
| Матвеевская улица        | 1-го мая                         |
| Путивльская улица        | Чапаева                          |
| Солдатская улица         | Красноармейская                  |
| Возненская улица         | Луначарского                     |
| Воскресенская улица      | III-го Интернационала            |
| Выходцевская улица       | Либкнехта                        |
| Ильинская улица          | Куйбышева                        |
| Глуховская улица         | Урицкого                         |
| Дмитриевская улица       | 25 Октября                       |
| Васильевская улица       | Свердлова                        |
| Дублянская улица         | Колхозная                        |
| Рыльная улица            | Островского                      |
| Полевая улица            | Володарского                     |
| Репинская улица          | Розы Люксембург                  |
| Базарная площадь         | Советская пл.                    |

## Население
| 1856    | 1862    | 1897    | 1913    | 1914    | 1923    | 1926    | 1931    | 1939    |
| ------- | ------- | ------- | ------- | ------- | ------- | ------- | ------- | ------- |
| 7200    | ↗8200   | ↗11 549 | ↗14 600 | ↗14 690 | ↘11 032 | ↘10 737 | ↘10 100 | ↗12 401 |
| 1959    | 1967    | 1970    | 1979    | 1989    | 1992    | 2000    | 2001    | 2002    |
| ↗12 653 | ↗16 000 | ↗16 398 | ↗18 318 | ↗19 472 | ↘18 800 | ↗19 400 | →19 400 | ↘17 603 |
| 2003    | 2005    | 2006    | 2009    | 2010    | 2011    | 2012    | 2013    | 2014    |
| ↘17 600 | ↘17 400 | ↘17 200 | ↗17 379 | ↘15 671 | ↗15 700 | ↗15 865 | ↗16 110 | ↗16 163 |
| 2015    | 2016    | 2017    | 2018    | 2019    | 2020    | 2021    | 2023    | 2024    |
| ↗16 221 | ↗16 242 | ↗16 319 | ↘16 147 | ↘16 014 | ↘16 005 | ↘15 069 | ↘15 049 | ↘14 843 |

Национальный состав
По итогам переписи населения 2020 года проживали следующие национальности (национальности менее 0,1 % и другое, см. в сноске к строке «Другие»):
| Национальность | Численность, чел. | Доля     |
| -------------- | ----------------- | -------- |
| Русские        | 13 851            | 91,92 %  |
| Украинцы       | 53                | 0,35 %   |
| Другие         | 1165              | 7,73 %   |
| Итого          | 15 069            | 100,00 % |

Исторические сведения
Из самой ранней записи о составе населения города Рыльска, сделанной в «Описании Курского наместничества» курским губернским землемером И. Ф. Башиловым, в городе населения значилось, кроме округи, 2324 человека, из них:
«- присудствующихъ членовъ и съ приказными по Наместничеству 65,
— особо при должностях 24,
— воинской команды 34,
и того службою обязанных 123 человека,
священно и церковно служителей 138,
купцовъ 412,
мещанъ 860,
однодворцовъ 557,
крестьянъ малороссиянъ и рускихъ 265,
всего разнаго звания 2232 души,
ремесленников:
— бондарей 3,
— воскобойниковъ 2,
— горшечниковъ 1,
— котляровъ 4,
— кирпичникъ 1,
— кузнецовъ 19,
— музыкантовъ 5,
— мельниковъ 2,
— портныхъ 19,
— плотниковъ 8,
— столяров 3,
— сапожников 19,
— шапошниковъ и шляпников 6;
и того 92 человека».
«Селений всехъ во округе … вообще 195, во оных мужеска пола по 4 ревизии 28334 души, … церквей каменныхъ 3, деревянных 46, при коих священно и церковно служителей 442 человека». Итого по округе 28 776 мужчин. Однако, данное число жителей включает только души мужского пола. Включая округу, податное население (мужские души) насчитывало 31 192 человек.
На 1 января 2025 года по численности населения город находился на 786-м месте из 1124 городов Российской Федерации.

## Близлежащие населённые пункты
- Пригородняя Слободка (Рыльский район)
- Малогнеушево

## Промышленность
- ОАО «Глобус»[40];
- ОАО «Сыродел»[41];
- ООО «Промсахар»[42];
- ЗАО «Рыльский хлебозавод»[43];
- ОАО «Рыльский авторемонтный завод»[44].

## Транспорт
Железнодорожный транспорт. В городе находится железнодорожная станция на однопутной не электрифицированной ветке Коренево — Рыльск от линии Льгов — Ворожба.
Автомобильный транспорт. Через город проходят магистрали Р199 , E 38. Трасса Рыльск — Хомутовка соединяет город с автодорогой М3 «Украина».
В Рыльске работает автостанция, с которой отправляются пригородные и через который проходят транзитные автобусные маршруты в следующих направлениях: Курск, Белгород, Брянск, и др..
Авиасообщение. Рыльск (аэропорт) (разрушен).

## В нумизматике

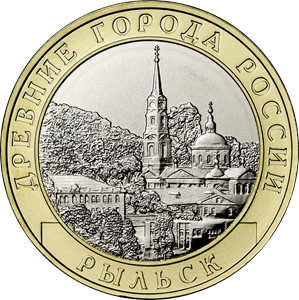
Рыльск 10 рублей 2022 г.

Банк России 14 июля 2022 года выпустил в обращение памятную монету из недрагоценных металлов номиналом 10 рублей «г. Рыльск, Курская область» серии «Древние города России» с рельефным изображением панорамы города с видом на Успенский собор.

## Достопримечательности

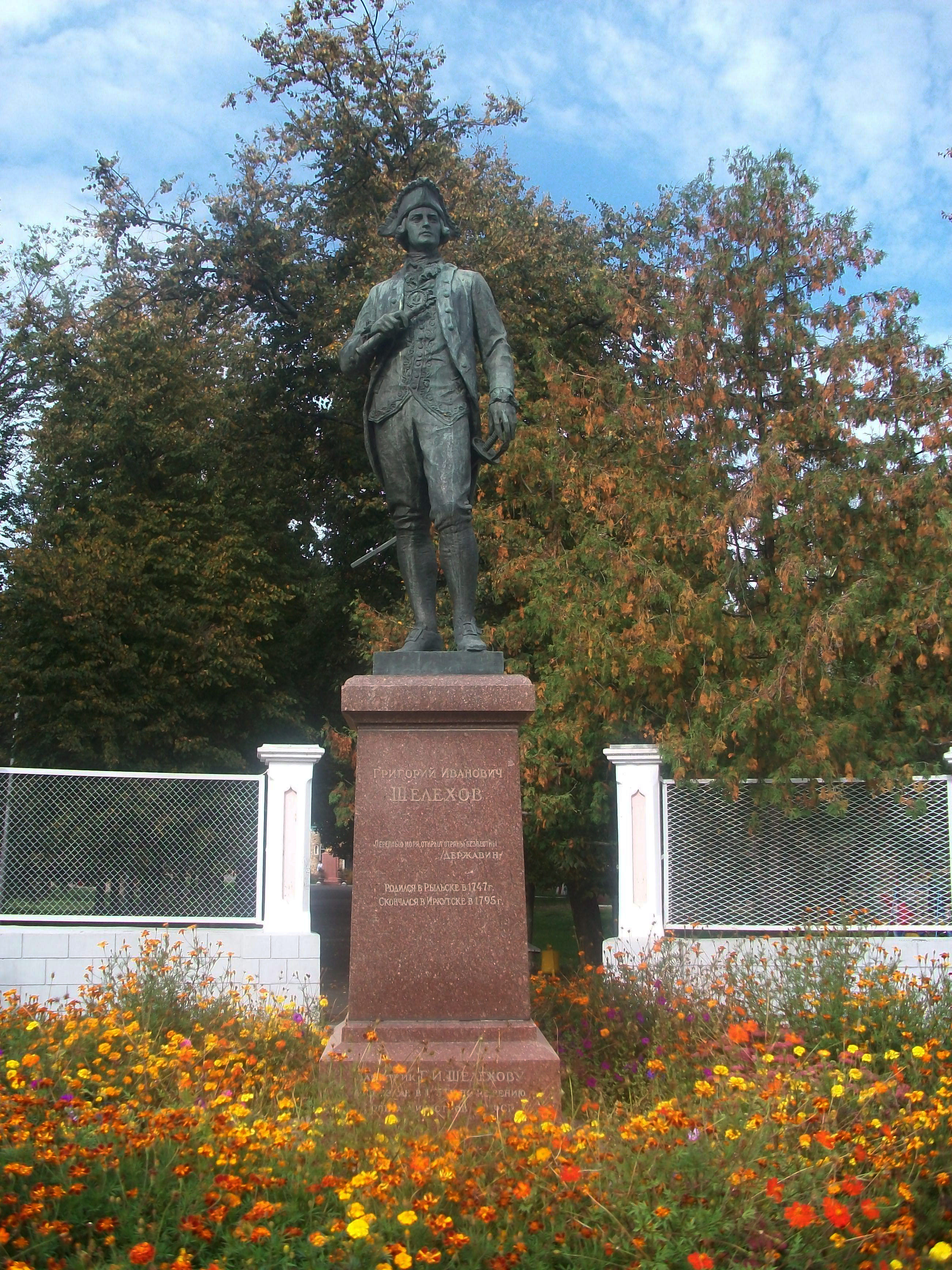
Памятник
Г. И. Шелихову

В Рыльске сохранилось несколько десятков жилых и административных зданий XVIII—XIX веков. Православная архитектура представлена Покровским собором (1822), Успенским собором (1811) и Вознесенской церковью (1866). В городе работает краеведческий музей, основанный в 1919 году. Музей обладает богатой коллекцией предметов искусства, переданных из национализированных дворянских усадеб бывшего Рыльского уезда.
В Рыльске сохранилось немало памятников гражданской и церковной архитектуры XVIII—XIX вв.

### Храмы
- Николаевская церковь — ныне несуществующий храм (коробка здания церкви разобрана в 1950 году), находившаяся на нынешней улице Островского. Церковь была построена в 1817 году и ещё более сильно, чем Успенский собор, пострадала во время Великой Отечественной войны.

Она имела чрезвычайно много общего в своей архитектуре со зданием Покровской церкви и с колокольнями как Покровской церкви, так и Успенского собора. В частности, в колокольнях всех трёх церквей применена постановка колонн на углах пучками по три, что напоминает о XVII веке и не имеет ничего общего с классическими колоннами. Это наводит на мысль о том, что здания всех трёх церквей являются творением одного и того же талантливого, вероятно, местного зодчего.
- Успенский кафедральный собор — православный храм возвышающийся на площади, в глубине которой у входа в городской сад стоит памятник Г. И. Шелихову. Собор был построен в 1811 году купцом 1-й гильдии И. Ф. Филимоновым.
- Покровский собор был возведён в 1822 году средствами Шелиховых на улице Преображенской. Колокольня этой церкви является почти точной копией колокольни Успенского собора.
- Вознесенская церковь находится на углу улиц Луначарского и Ленина. Здание этого храма было построено в 1866 году. Помимо интереса с точки зрения архитектуры церкви она любопытна тем, что возведена на проценты от акций Российско-Американской торговой компании из вкладов Г. И. Шелихова.

### Архитектура

#### Дома Шемяки

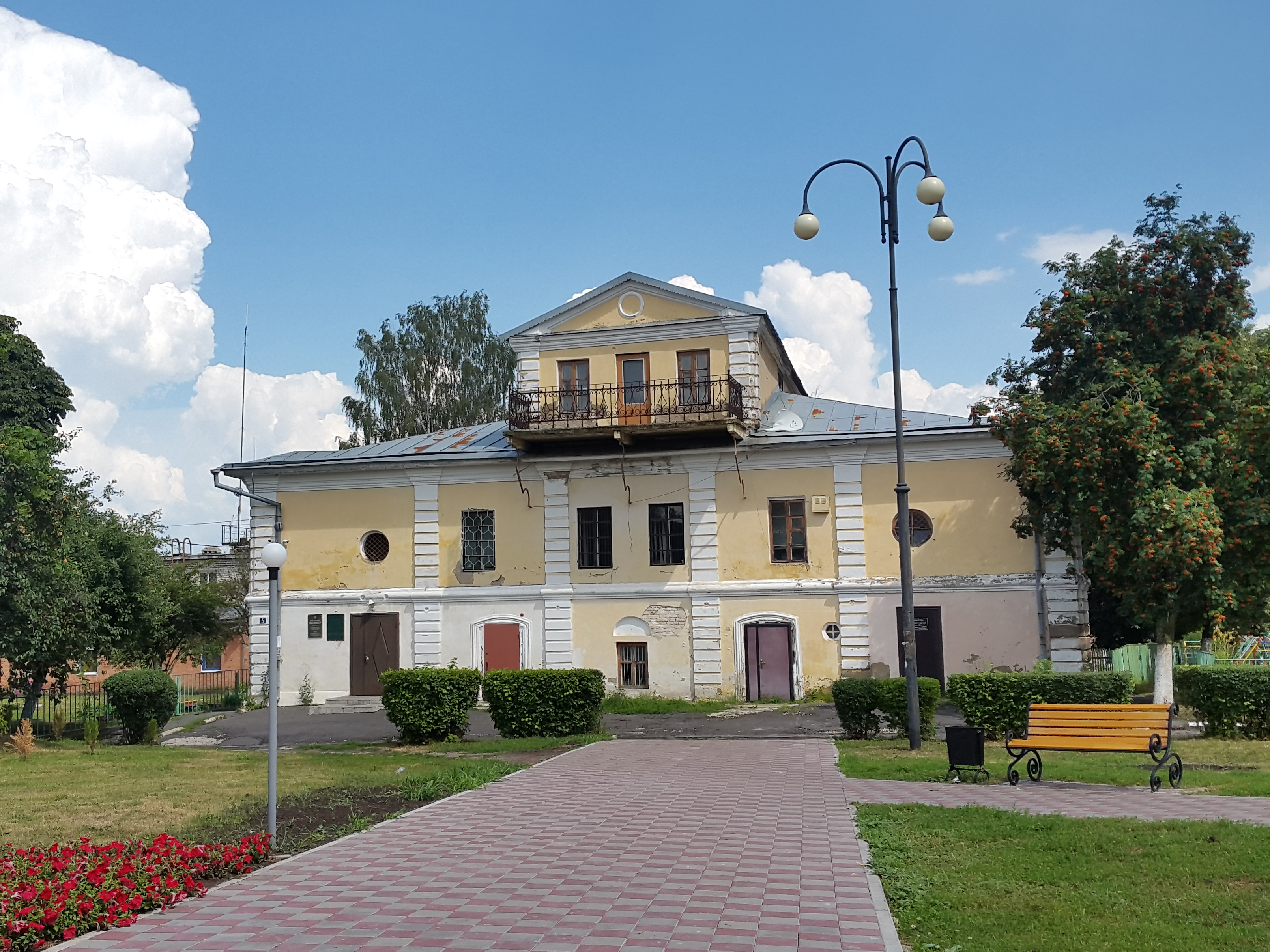
«Дом Шемяки» по улице Карла Либкнехта (Выходцевской)

В сквере, где в старину находилась административная площадь, сохранились три здания, которые рыляне издавна связывают с именем князя Василия Ивановича Шемяки. Здания эти были построены не ранее первой четверти XVIII века, по-видимому, на месте ранее существовавших древних строений. На мысль об этом наводит как то, что они издавна назывались домами Шемяки, так и существование хода-тайника, соединявшего два из этих зданий. Один из домов Шемяки представляет собой одноэтажное здание с подвалами под ним. В нём восемь помещений, перекрытых сводами, на которых сохранились лепные украшения. В центре одного из этих украшений помещён елизаветинский орёл, дающий основание заключить, что лепка относится к середине XVIII века. В северо-восточном углу площади стоит второе очень пострадавшее от времени здание, называемое ранее канцелярией Шемяки. Это небольшой двухэтажный дом, в каждом этаже которого имеется по две небольшие комнаты, перекрытые сводами. Наконец, на северной стороне площади возвышается довольно большой двухэтажный дом, над которым позднее был надстроен мезонин. Под всем домом имеются обширные подвалы, а на уровне первого этажа при восстановлении дома в 1952 году обнаружены четыре небольших каземата, входы в которые и небольшие окошечки позднее были заделаны и заштукатурены. Таким образом, надо полагать, что все три здания были построены в начале XVIII века после пожара 1720 года, уничтожившего почти весь город. Их занимали рыльские воеводы и канцелярия. Позднее эти здания стали неправильно именовать «домами Шемяки».

#### Административная площадь

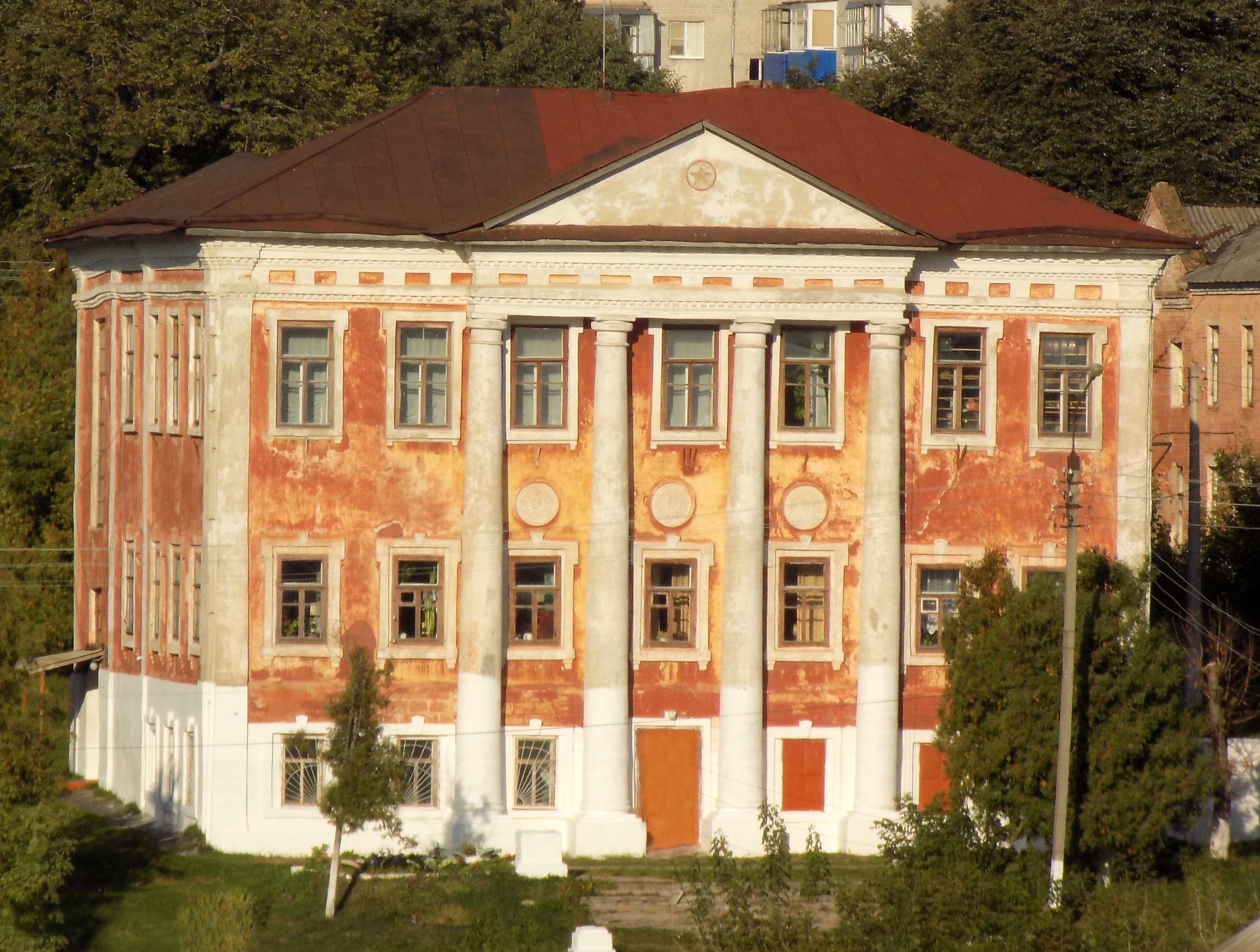
Дом Ф. А. Выходцева

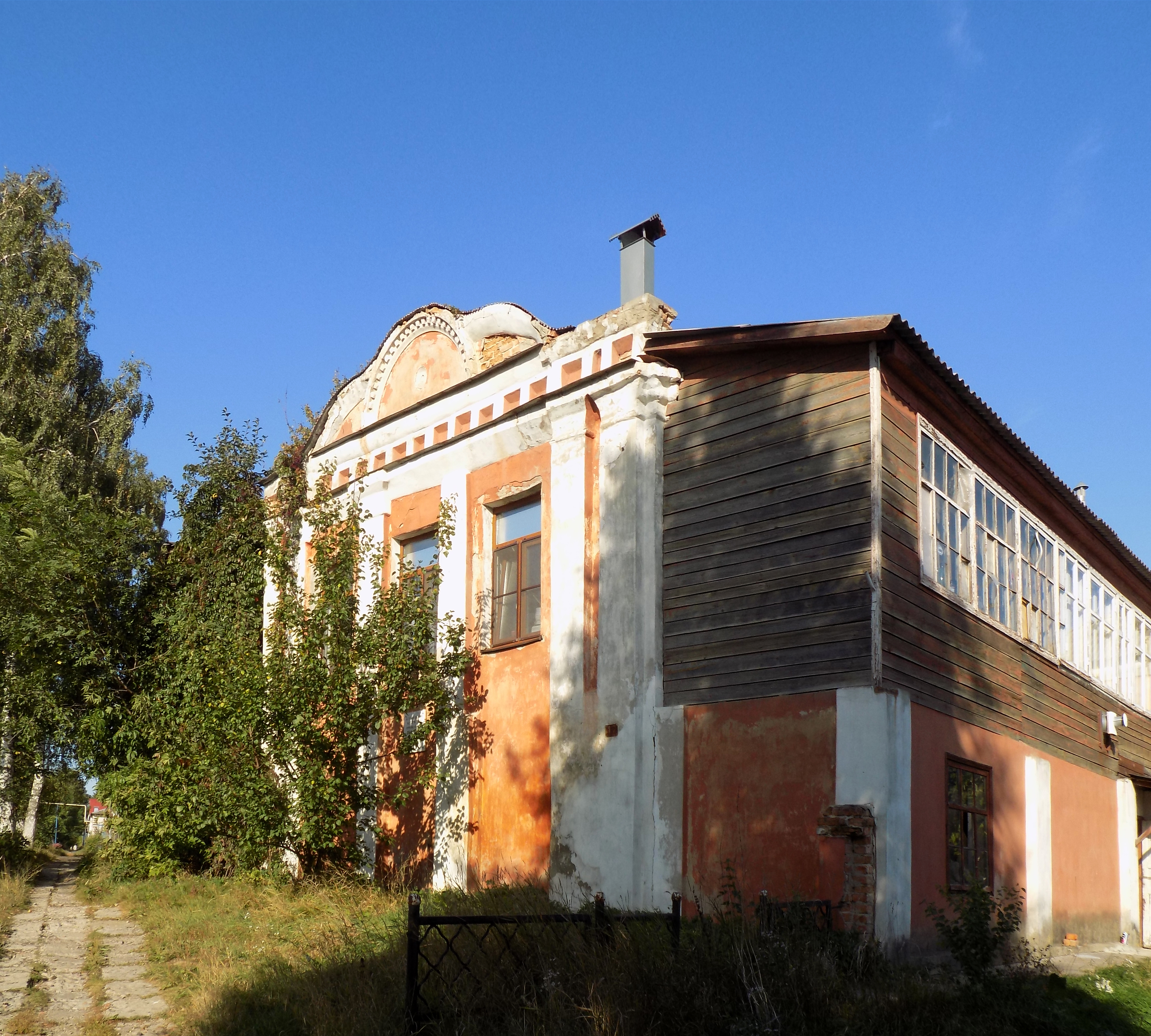
«Дом Петра Великого» по улице Розы Люксембург (Репинской)

На площади между этими тремя зданиями стояла не существующая ныне двухэтажная каменная соборная церковь, возведённая в 1769 году на месте деревянной церкви, выстроенной князем Василием Шемякой и сгоревшей в 1720 году. Перед этой административной площадью размещалась городская торговая площадь, на которой имелось обязательное для того времени лобное место. В дальнейшем административная площадь была отделена от торговой оградой с каменными воротами и большим двухэтажным домом с четырёхколонным портиком и полуподвалами. Здание было построено в 1783 году одним из местных купцов Ф. А. Выходцевым, бывшим приказчиком купцов Шелиховых. В нём размещается Дом пионеров. На улице Розы Люксембург находится дом, в котором жил Пётр I, когда он возвращался после разгрома шведов под Полтавой. Дом этот подвергался значительным изменениям, в частности, была уничтожена старинная наружная лестница. Этот дом является самым старинным сооружением из всех сохранившихся в Рыльске.

#### Дома купцов Шелиховых

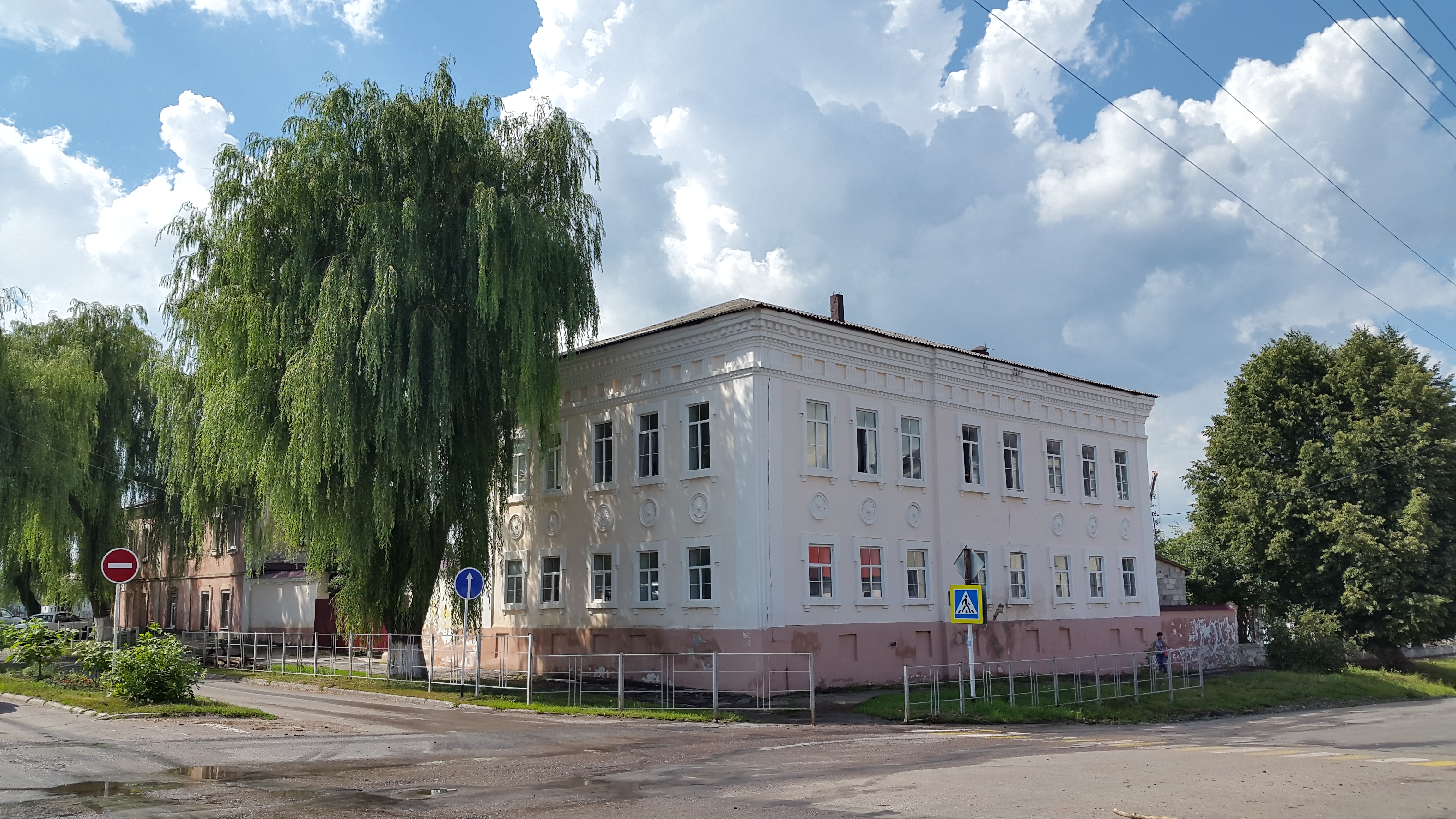
Дом Г. И. Шелихова по улице Урицкого (Глуховской)

В Рыльске имеется два дома Шелиховых. Один находится на углу улиц Карла Либкнехта и Урицкого, на территории огромной усадьбы с садом. По преданию, в этом доме жил мореплаватель Г. И. Шелихов. Здание двухэтажное, с обширными сводчатыми подвалами, в плане оно представляет прямоугольник. В целом здание строго и даже сурово. Если поверить преданию о рождении в этом доме Г. И. Шелихова, то его постройку следует отнести к 1740-м годам, что сомнительно. Судя по характеру архитектуры, дом был построен в 1770-х годах. Второй шелиховский дом находится на так называемом возвышенном Рогу, а раньше стоял над самым Сеймом, русло которого затем отошло от этого берега на довольно значительное расстояние к востоку. Дом в плане Г-образной формы. Со стороны улицы и к Сейму здание имеет два этажа, со стороны двора дом трёхэтажный. Здание характерно для конца XVIII века, оно резко выделяется среди других зданий Рыльска как по своему необычному плану, так и по декоративному оформлению. Шелиховский дом на Рогу над Сеймом с середины XIX века стал называться «домом 16-й батареи», так как в самом доме и на территории его размещалась стоявшая в Рыльске артиллерийская часть, носившая это название.

#### Гражданские здания конца XVIII и начала XIX веков
Несколько больших зданий в Рыльске построил купец-миллионер фон Филимонов. В конце XVIII века он начал строить трёхэтажный жилой дом по улице Преображенской (после Великой Октябрьской революции 1917 г. по нынешнее время — ул. Ленина). В начале XX века к зданию был пристроен большой корпус (здание совхоза-техникума), но старая часть его с портиком четыре колонны которого поставлены на высокие постаменты, резко отличается от позднейшей пристройки. Второе, очень большое здание с таким же классическим портиком было построено фон Филимоновым на углу улиц Карла Маркса и Дзержинского, причём угол здания решён в духе архитектуры более раннего времени. Дом этот был построен для размещения в нём городских учреждений. Неподалёку находится здание торговых рядов, построенное наследниками фон Филимонова в конце XVIII века. Здание одноэтажное, с подвалами Г-образной формы в плане. На углу его возвышается ротонда, имеющая в плане очертания торговой гири. В обе стороны от ротонды идёт аркада, образующая открытые ходовые галереи. На углу улиц Ленина и Дзержинского сейчас находится здание Рыльского районного управления сельского хозяйства. Здание это было построено для одного из Филимоновых архитектором Карлом Шольцем, который в 1870-х годах перестроил дворец в усадьбе Марьино. В Рыльске сохранился интересный памятник гражданского деревянного зодчества. Это большой одноэтажный купеческий деревянный дом с большим количеством резных украшений. Он находится на углу улиц Луначарского и Урицкого. Здесь сейчас расположено отделение больницы.

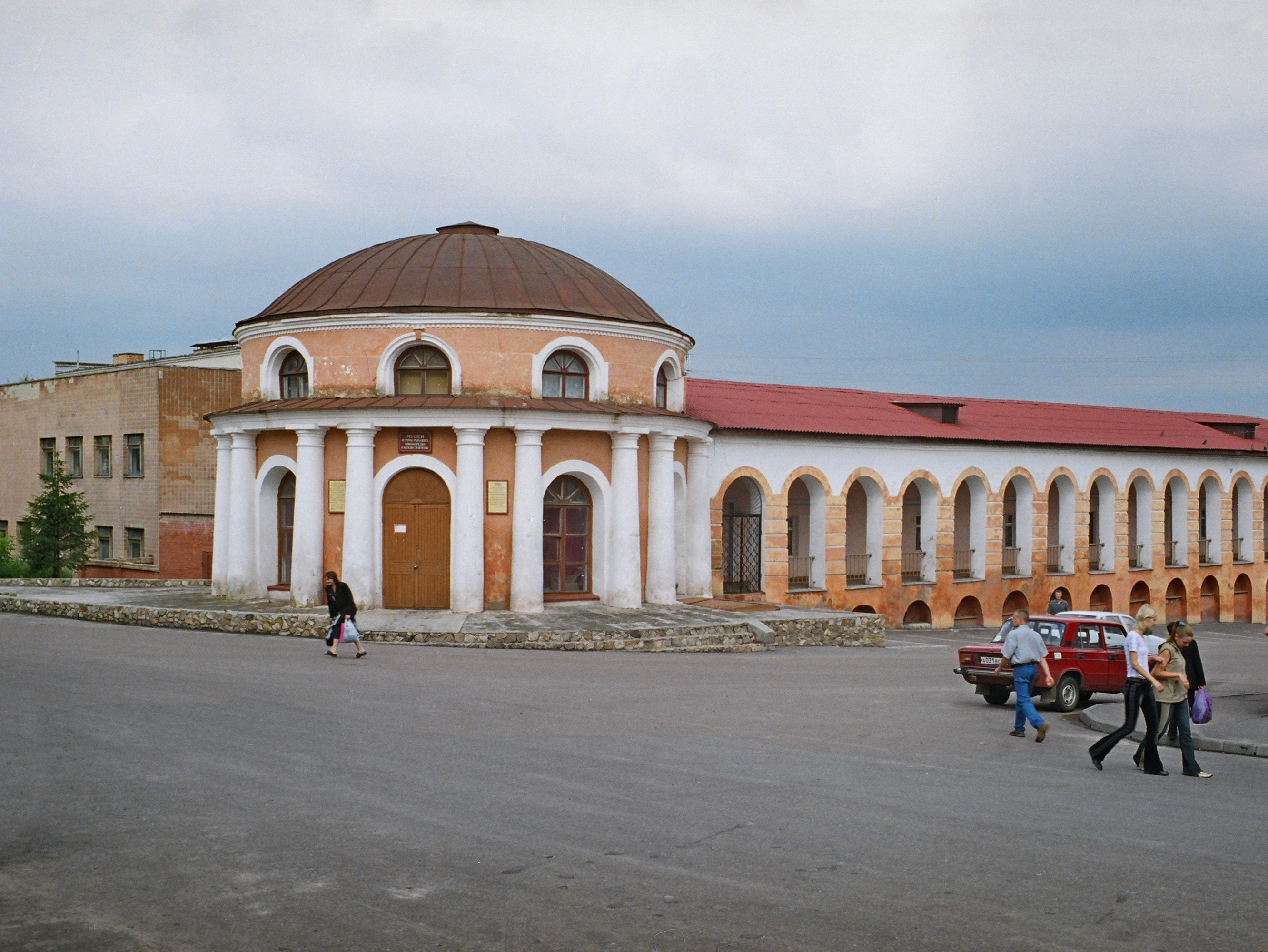
Музей истории Рыльского авиаколеджа и наследия Г. И. Шелихова

### Музеи
- Рыльский государственный краеведческий музей (ул. Урицкого, 81);
- Музейно-мемориальный комплекс «История Рыльский авиационный технический колледж» (Советская пл., 7);
- Рыльский музей боевой славы (ул. Маяковского, 41);
- Музей истории Рыльского аграрного техникума (ул. Ленина, 42).

Неподалёку от Рыльска находится музей «Усадьба Марьино».

## Город в рейтингах
- Рыльск вошёл в топ-25 самых дешёвых для туристов городов страны 2015 года, заняв 15 место.

## Памятники
- Памятник мореплавателю, землепроходцу Г. И. Шелихову. Сооружён в 1907 году на средства купечества и мещан Рыльска. Скульптор Гинзбург. Уничтожен фашистами. Воссоздан 6 ноября 1957 года. Скульптор В. И. Ингал[47]

## Известные горожане
Уроженцами города Рыльска являются:
Домбровский, Алексей Владимирович — российский и советский военачальник, капитан 1 ранга;
Залёткин, Сергей Михайлович — советский строитель-дорожник, лауреат Государственной премии СССР;
Каменев, Лев Львович — русский живописец-пейзажист, академик Императорской Академии художеств, один из членов-учредителей Товарищества передвижников;
Клыков, Виктор Павлович — советский лётчик-истребитель, лейтенант, Герой Российской Федерации (посмертно);
Конарев, Александр Лаврентьевич — советский и российский военачальник, генерал-лейтенант;
Кургалин, Сергей Дмитриевич — российский ученый, специалист в области информационных технологий, теоретической и ядерной физики, доктор физико-математических наук, профессор;
Курдюмов, Георгий Вячеславович — советский учёный, специалист в области физического металловедения, доктор физико-математических наук, профессор, действительный член АН УССР, действительный член АН СССР, член Президиума АН СССР (1939—1948), Герой Социалистического Труда;
Попов, Валентин Петрович — советский украинский учёный, доктор географических наук, профессор;
Попов, Иосиф Иванович — советский военачальник, генерал-майор;
Тютюнников, Анатолий Иванович — советский и российский учёный, специалист в области кормопроизводства, академик РАСХН;
Худяков, Николай Акимович — советский военачальник и административно-хозяйственный деятель;
Шелихов (Шелехов), Григорий Иванович — русский промышленник, купец, мореплаватель и исследователь, основатель Северо-Восточной компании.

## Спорт
- Рыльск арена — стадион, спорткомплекс областного масштаба
- Спорткомплекс ФОК

## Средства массовой информации (СМИ)

### Газеты
- Районные будни
- Рыльские вести
- СЕЙМ-ИНФО

### Телевидение Рыльска

#### Аналоговое-ТВ
- 57 ТВК Первый канал
- 27 ТВК Россия 1 / ГТРК Курск
- 52 ТВК Пятый Канал
- 32 ТВК Россия К
- 47 ТВК Матч ТВ
- 44 ТВК СТС-Курск

#### Цифровое-ТВ
- 10 ТВК РТРС-1
- 56 ТВК РТРС-2

### Радиостанции
- 102,4 FM Радио России / ГТРК Курск

- 106,5 FM Радио Курс
- 107,4 FM Наше Радио

## Города-побратимы
- Глухов (укр. Глухів), Украина
- Шелехов, Россия
- Москва, Россия
- Рила, Болгария
- Белыничи, Белоруссия